# تاو نهنگ
تاو نهنگ (τ Cet / τ Ceti, ˌtaʊ ˈsi:taɪ) یک ستاره در صورت فلکی نهنگ است که از لحاظ جرم و رده طیفی مشابه خورشید است؛ و فقط زیر ۱۲ سال نوری از سامانه خورشیدی فاصله دارد.